# Amblyopone longidens
Amblyopone longidens är en myrart som beskrevs av Auguste-Henri Forel 1910. Amblyopone longidens ingår i släktet Amblyopone och familjen myror. Inga underarter finns listade i Catalogue of Life.

## Bildgalleri

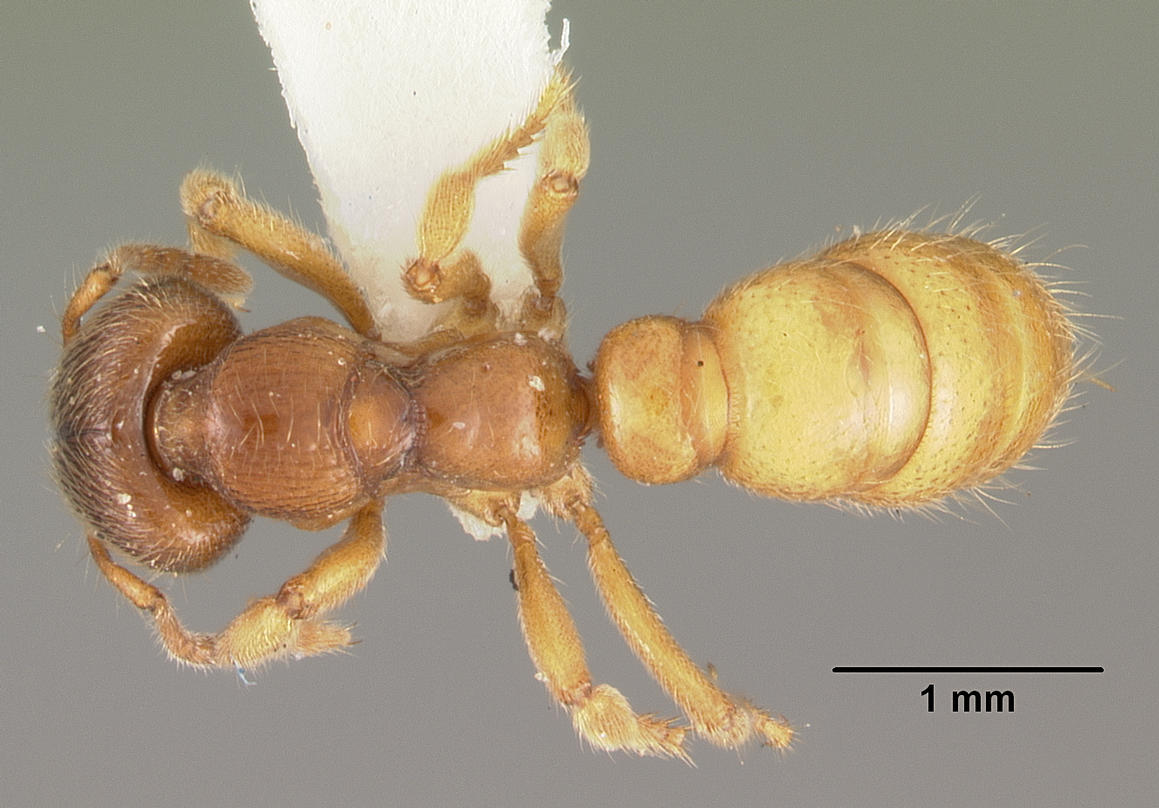
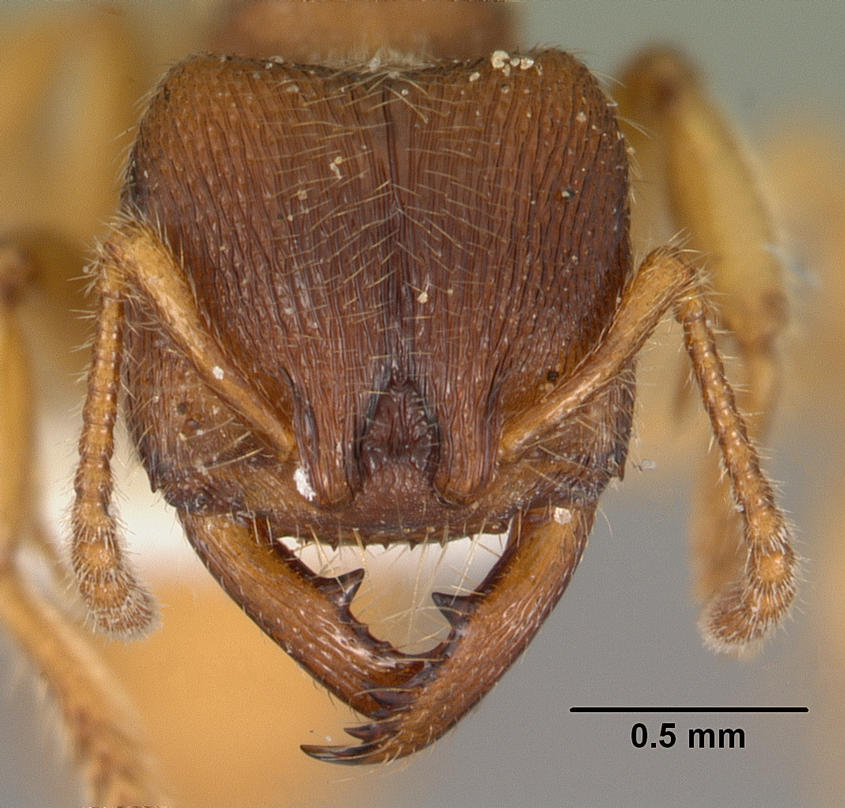
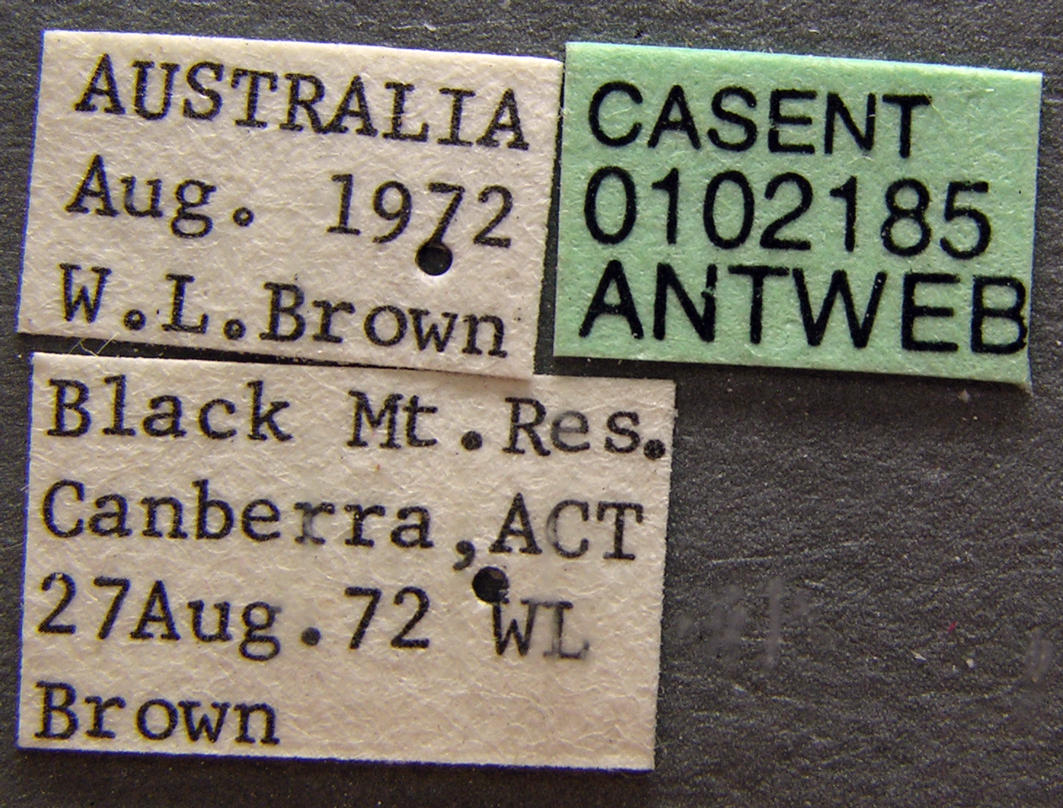
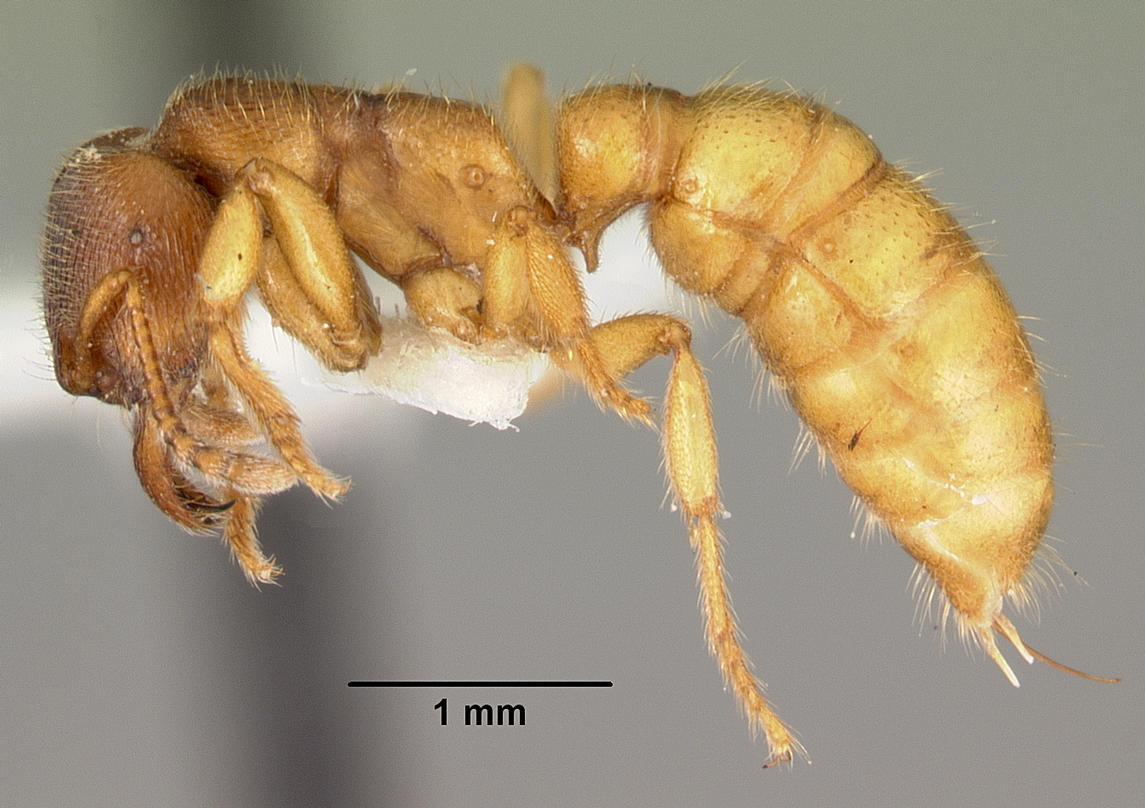
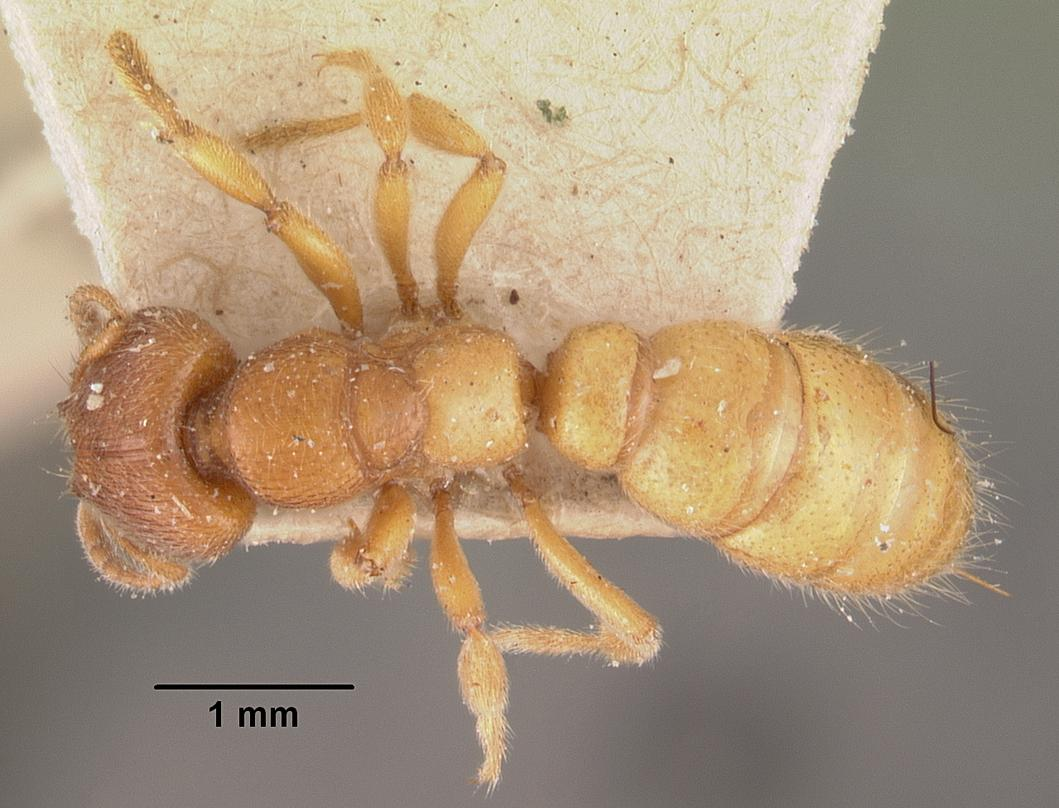
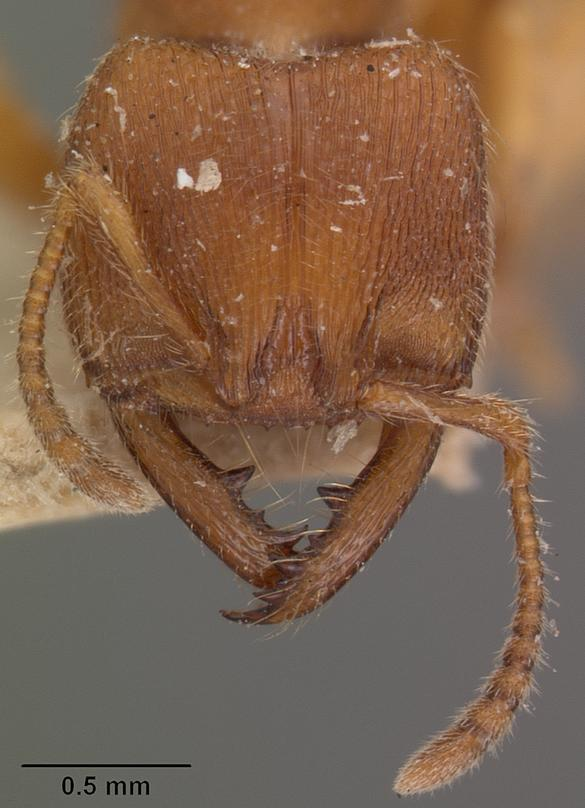